# Melissa Roxburgh
Melissa Roxburgh (Vancouver, 10 de dezembro de 1992) é uma atriz canadense-estadunidense. Ela é conhecida por seus papéis em Diário de um Wimpy Kid: Rodrick Rules e Diário de um Wimpy Kid: Rodrick Rules, como alferes Syl no filme de 2016 Star Trek Beyond e como Olivia Tanis em The Marine 4: Moving Target. Seu papel de maior destaque foi interpretando  Michaela Stone na série de televisão da NBC em 2018, "Manifest".

## Biografia
Roxburgh é a segunda filha de quatro irmãos; ela tem duas irmãs (Kristie e Ashley) e um irmão mais novo (Matt). Seu pai é um pastor canadense e sua mãe Shelley é uma tenista britânica aposentada. Seus pais, depois de se mudarem dos Estados Unidos para o Canadá, fundaram uma igreja na cidade canadense de Vancouver. O pai de Roxburgh é originalmente de Chicago, fazendo dela uma cidadã com dupla-cidadania nos Canadá e dos Estados Unidos.

## Carreira de atriz
Depois de terminar o colegial, Roxburgh começou a atuar na cidade de Vancouver no Canadá. Ela conseguiu seu primeiro papel importante no Diary of a Wimpy Kid: Rodrick Rules como Rachel. Ela também apareceu na sequência de Wimpy Kid, Dog Days, mas como uma personagem diferente, Heather Hills. Seu outro trabalho em filmes incluiu Big Time Movie, Jeni em Leprechaun: Origins e Ensign Syl em Star Trek Beyond. Seu trabalho na televisão incluiu o spinoff de Supernatural, Bloodlines e Thea na série dramática da The CW, Valor.
Desde 2018, Melissa Roxburgh interpreta a Detetive Michaela Stone que trabalha na 129ª delegacia de polícia da Cidade de Nova York, uma das protagonistas da série de televisão "Manifest: O Mistério do Voo 828" da NBC, que estreou em 24 de setembro de 2018.
Em 2020, participa do elenco do filme autobiográfico "I Still Believe", sobre a história do cantor Jeremy Camp; onde atua ao lado dos atores que interpretam os protagonistas KJ Apa e de Britt Robertson, essa última do qual é irmã na ficção.

## Filantropia
Roxburgh tem paixão por viagens. Crescendo, sua família visitou a África, Albânia e Guatemala em viagens missionárias, que iniciaram o interesse de Melissa em questões de justiça social. Atualmente, ela atua como líder de GenR para o International Rescue Committee (IRC), que auxilia pessoas em crises humanitárias extremas. Antes de seu trabalho na série de televisão "Manifest", Roxburgh estudou Comunicação na instituição pública canadense Universidade Simon Fraser na esperança de se tornar jornalista.

## Filmografia

### Cinema
| Ano  | Título                                         | Função          | Notas              |
| ---- | ---------------------------------------------- | --------------- | ------------------ |
| 2011 | Diário de uma Criança Wimpy: Regras de Rodrick | Rachel          |                    |
| 2012 | Diário de um miúdo Wimpy: Dias de cão          | Heather Hills   |                    |
| 2012 | Big Time Movie                                 | Princesa        |                    |
| 2014 | Duende: Origens                                | Jeni            |                    |
| 2015 | The Marine 4: Alvo Móvel                       | Olivia Tanis    |                    |
| 2016 | Jornada nas Estrelas Além                      | Alferes Syl     |                    |
| 2016 | 2BR02B: Ser ou nada ser                        | Leora Duncan    |                    |
| 2016 | Consolo perdido                                | Azaria          |                    |
| 2018 | Em Deus eu confio                              | Mya Matheson    | Filme independente |
| 2020 | I Still Believe                                | Heather Henning | Elenco principal   |
| 2022 | Mindcage                                       | Mary            | Elenco principal   |

### Televisão
| Ano       | Título                          | Função              | Notas                                    |
| --------- | ------------------------------- | ------------------- | ---------------------------------------- |
| 2012      | Sobrenatural                    | Lila Taylor         | Episódio: "Time After Time"              |
| 2014      | Sobrenatural: Linhagens         | Violet Duval        | Séries de TV não vendidas                |
| 2014      | As pessoas de amanhã            | Talia               | Episódio: "Super-herói"                  |
| 2015      | Assassinato de Irmandade        | Carly               | Filme de televisão                       |
| 2016      | Lendas do amanhã                | Betty Seaver        | Episódio: "Noite do Falcão"              |
| 2017-2018 | Valor                           | Thea                | Papel principal                          |
| 2017      | Viajantes                       | Carrie              | Episódio: "17 Minutos"                   |
| 2018-2023 | Manifest: O Mistério do Voo 828 | Michaela Beth Stone | Papel principal (Dirigiu dois episódios) |